# Spallanzania hebes
Spallanzania hebes là một loài ruồi trong họ Tachinidae.